# Château de Frespech
Le château de Frespech est situé à Frespech dans le département de Lot-et-Garonne.

## Histoire
Le castrum de Fessopodio est mentionné au moment du saisimentum de  1279. Il reste de ce château et de l'enceinte du village quelques vestiges qui peuvent être contemporains de cet acte.
Les premiers seigneurs connus appartenaient à la famille de Durfort. En 1267 Augier de Puybarsac, fils d'Arnaud de Durfort, seigneur de Frespech, se plaint au comte de Toulouse Alphonse de Poitiers que le sénéchal d'Agenais et Quercy l'empêche de jouir de la justice dans son château comme son père et son grand-père ont pu le faire. Le père d'Arnaud est probablement Rainfroid de Durfort. Rainfroid, Arnaud et Augier sont probablement les seigneurs de Frespech qui ont construit le château et fortifié le village. Ils étaient probablement issus des seigneurs de Clermont-Dessus. Arnaud de Durfort devait être coseigneur de Clermont-Dessus. Il a été excommunié pour avoir saisi les dîmes de Saint-Séverin (sans doute de Brassac) et de Grand-Castel de Puymirol. Il obtient la levée de l'excommunication en restituant les dîmes.
Arnaud de Durfort et ses fils étaient des fidèles du roi d'Angleterre. Pour le remercier, le roi lui a donné la terre de Labourd. Édouard III a confirmé  cette donation en 1352. En 1348, Arnaud de Durfort, vicomte de Labourd, autorisa la création d'un couvent de Frères mineurs à Frespech, mais il n'y a pas de traces de ce couvent.
Si les Durfort étaient récompensés par les rois d'Angleterre, ils ont été sanctionnés par les rois de France. En 1344, Amanieu de Madaillan reconnaît avoir reçu Frespech du roi de France qui l'avait confisqué à Arnaud de Durfort, mais cet acte n'a pas dû avoir d'effet. Le 18 mai 1354, le  comte d'Armagnac met le siège devant Frespech qui n'a pas dû résister longtemps.
Arnaud de Durfort s'est marié une première fois avec Géralde de Gensac, puis une seconde fois avec Mabille d'Albret.Il n'eut pas d'enfant. Mabille  d'Albret s'est remariée avec le comte de Pardiac. Elle a fait son testament le 27 novembre 1388. Les conditions du testament de Mabille d'Albret va faire passer la seigneurie de Frespech dans la  famille de Montferrand. Le premier membre de cette famille seigneur de Frespech est Bertrand Ier de Montferrand, entre 1409 et 1435. Il a épousé en 1401 Marguerite d'Astarac, et en 1410 Isabelle de Preissac. Il a été un fidèle du roi d'Angleterre. Un chef de bandes anglaises, Pons de Castillon est battu en 1420 par le seigneur de Montpezat et se réfugie à Frespech. Naudonnet de Lustrac mit le  siège et prit la  ville mais Pons de Castillon a réussi à prendre la fuite. Frespech revint aux Anglais peu après parce que Bertrand de Montferrand était resté fidèle  au roi d'Angleterre. Frespech est restée anglaise jusqu'en 1453. Les Montferrand ont adapté l'enceinte et le château à l'usage des armes à feu, couleuvrines et arquebuses.
- Jean de Montferrand est seigneur de Frespech entre 1435 et 1442. 
  - Bertrand IV de Montferrand est seigneur de Frespech entre 1435 et 1474. Il a été conseiller et chambellan du duc de Guyenne. Il a été marié à Jeanne de Luxe
    - Gaston Ier de Monterrand a été conseiller et chambellan du roi de France, gouverneur de Bourg, sénéchal du Bazadais entre 1471 et 1504. Il a été marié à Jeanne de Maingot de Surgères. Il avait vendu Frespech à Arnaud de Durfort, mais les tuteurs de François de Durfort sont condamnés en 1480 à revendre la seigneurie à Charles de Montferrand.
      - Pierre Ier de Montferrand s'est marié à Marie de Carmaing-Foix.
        - Charles Ier de Montferrand a épousé en 1535 Françoise d'Aydie (fille d'Odet le Jeune) et a reçu à cette occasion la baronnie de Montferrand, les seigneuries de Langoiran en Bordelais et de Frespech en Agenais. Il a servi sous les ordres du maréchal de Lautrec et a fait à partir de 1537 les campagnes de Flandres et de Piémont. Il est gravement blessé à la bataille de Cérisoles. Il est mort le 25 mars 1548.
          - Charles II de Montferrand, seigneur de Frespech, a servi sous les ordres de Blaise de Monluc. Il est gouverneur de Bordeaux en 1569. Menant une vie de débauche à Bordeaux, son besoin d'argent l'a amené à vendre la seigneurie de Frespech pour 10 000 écus à François Le Comte, conseiller du roi et maître des requêtes. En 1572 il a massacré tous les protestants de Bordeaux. Il est tué en 1575 au cours de l'assaut de la ville de Gensac. Frespech est occupé par les protestants en 1575. Blaise de Monluc vint y mettre le siège mais échoua dans la prise de la ville.
            - Guy de Montferrand, dit de Langoiran, frère du précédent, a hérité de la ville. Langoiran était devenu protestant et un des plus sanglants capitaines huguenots. Sa fortune était diminuée. Il ne lui restait plus que Montferrand, Langoiran, Frespech et cette dernière seigneurie avait été vendue un temps à François Le Comte. Pour rembourser ses créanciers et rentrer en possession de Frespech, il a vendu Langoiran. Mais en avril et mai 1591, Guy et son fils Gédéon meurent. La veuve de Guy, Jeanne d'Eschelles, doit vendre le château de Montferrand pour rembourser les dettes. Elle s'est retirée au château de Frespech. Le 21 mars 1594 elle vend la seigneurie de Frespech au seigneur de Cancon mais s'en réserve l'usufruit. Elle meurt en 1594.

En 1594, Frespech est devenu la propriété de François de Montferrand, vicomte de Foncaude, baron de Cancon. Il est mort à l'âge de 89 ans, le 20 juillet 1625. De son mariage avec Claire de Pellegrue, fille du seigneur de Casseneuil, il a eu plusieurs enfants, dont :
- François qui a hérité de Cancon et Frespech. Il s'est marié le 27 octobre 1626 avec Jacquette de Beauxoncles qui était veuve de François de Voisins. Il n'y a pas eu d'enfants de ce mariage, mais Jacquette de Beauxoncles a eu deux filles de son premier mariage,  dont :
  - Marie-Félicie de Voisins (1622-1672) qui s'est mariée avec Jean-Paul de Gourdon de Genouillac, comte de Vaillac.

Jacquette de Beauxoncles est morte en 1655 et François de Montferrand en 1660. François de Montferrand a donné la seigneurie de Frespech à Marie-Félicie à son mariage, en 1642.
Jean-Paul de Gourdon de Genouillac (1621-1681), comte de Vaillac, est alors devenu par son mariage baron de Montferrand, Cancon, Casseneuil, ..., premier baron de Guyenne, capitaine des gardes françaises de Philippe d'Orléans. Marie-Félicie de Voisins est morte. Il s'est alors remarié avec Élisabeth de La Vergne Mortemart de Tressan.
La seigneurie est achetée en 1681 par le duc de Roquelaure. Le 2 septembre 1707, celui-ci la vend à Messire Jean de Raigniac, doyen des conseillers du roi et magistrats présidiaux d'Agenais.
Les Raigniac ont été seigneurs de Frespech jusqu'à la Révolution. Le dernier seigneur de Frespech, Gaston-Jean-Baptiste-Joseph de Raignaic, conseiller grand audiencier au parlement de Bordeaux est condamné à mort par le  tribunal révolutionnaire de Bordeaux le 9 pluviôse an II (28 juin 1794) et exécuté aussitôt. Le château est  mis  en vente le 6 prairial an II (25 mai 1794). Les habitants de Frespech qui étaient en procès avec les Raigniac ont accueilli avec joie la fin des privilèges. Le château a été acheté par M. Durand de Carabelles, maire de Frespech.
Vers 1848 le maire du village, qui voulait un bel escalier chez lui, fit démolir l'escalier monumental en pierre qui était situé dans le donjon. Ce démantèlement a entraîné la chute du « dôme du château qui s’élevait au milieu de l’édifice ».
Le château a été inscrit au titre des monuments historiques le 9 juin 1925,.